# Хачатрян, Сергей Владимирович
Сергей Владимирович Хачатрян (арм. Սերգեյ Խաչատրյան; род. 5 апреля 1985, Ереван, Армянская ССР) — армянский скрипач. Заслуженный артист Республики Армения (2012).

## Биография
Родился в семье концертирующих пианистов Ирины Ованесян и Владимира Хачатряна. Игрой на скрипке начал заниматься в Музыкальной школе имени Саят-Новы в классе профессора Петроса Айказяна. В дальнейшем учился в Вюрцбурге у Григория Жислина, затем в Высшей школе музыки Карлсруэ у Иосифа Рисина. С 1993 года живёт в Германии.
В 2000 году завоевал I премию на VIII Международном конкурсе им. Яна Сибелиуса в Хельсинки, став самым молодым лауреатом за всю историю конкурса. В 2005 году ему была присуждена I премия на конкурсе Королевы Елизаветы в Брюсселе. После этого успеха получил право в течение четырёх лет играть на скрипке «Хаггинс» (1708) Страдивари, был принят президентом Армении Робертом Кочаряном.
Выступает с лучшими оркестрами мира, в том числе с симфоническим оркестром Мариинского театра под управлением Валерия Гергиева. Записал скрипичные концерты Яна Сибелиуса, Дмитрия Шостаковича, Арама Хачатуряна. В октябре 2011 года получил в Берлине премию Prix Montblanc как выдающийся молодой скрипач современности. В январе 2014 года получил награду как Лучший молодой музыкант года по версии швейцарского банка Credit Suisse, присуждённую жюри во главе с исполнительным и художественным руководителем Люцернского фестиваля Михаэлем Хефлигером. Награда также предполагала участие скрипача в концерте с Венским филармоническим оркестром под руководством дирижёра Густаво Дудамеля. Вместе с этим Хачатрян получил приз в размере 75 000 швейцарских франков (это одна из самых «дорогих» наград в музыкальной сфере).